# 腺牧豆樹

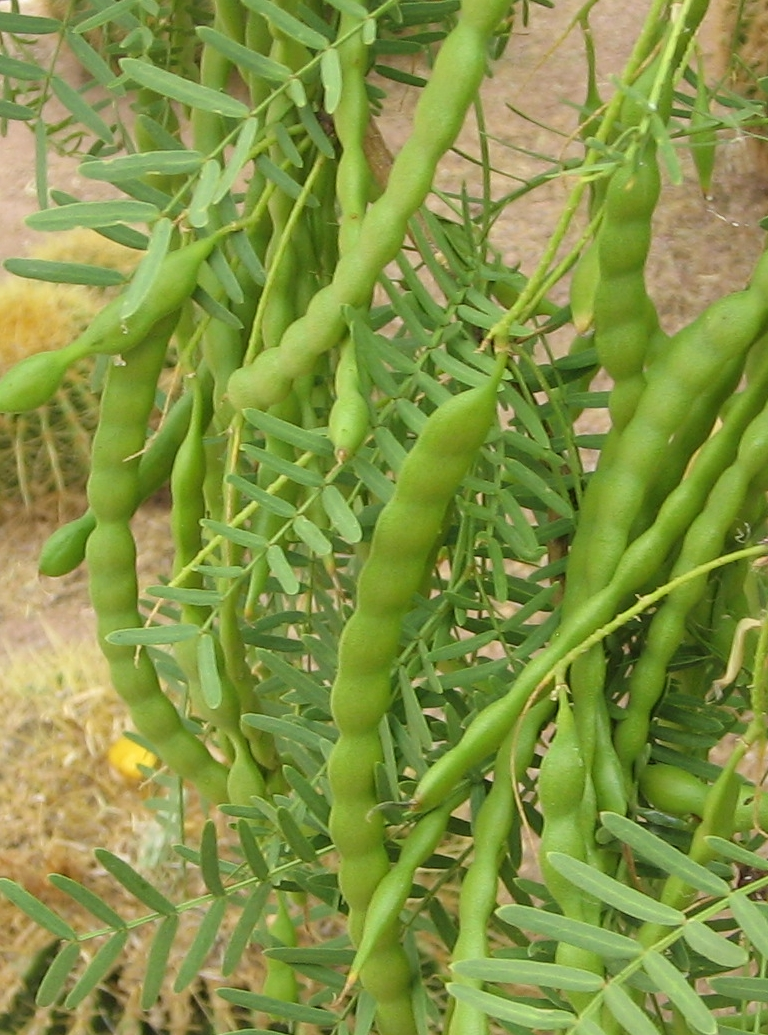
腺牧豆樹的果實

腺牧豆樹（學名：Prosopis glandulosa）是牧豆樹屬下的一種植物。原産於美國西南部到墨西哥的地區內，而美國境內的腺牧豆樹主要分佈在堪薩斯州南部到德克薩斯州東部的年降水量超過40英寸（100）的地區內。
20世紀末作為引入種進入許多非原產地國家，但是後來卻變成了入侵物種，並且是世界百大外來入侵種之一。 不過雖然是入侵種，腺牧豆樹作為薪柴及動物食物來源來說還是有一定價值的；特別的是，在其故鄉祕魯，因經濟政策調整，數量已大幅減少，居民砍伐以用為烤雞BBQ的原料

## 描述
腺牧豆樹有羽狀葉，細枝上有有尖刺。一般高度可達20—30英尺（6.1—9.1），最高可達50英尺（15）。其生長速度中等，但是由於其散佈在地下的種子很容易發芽，因此難以從一地根除。
花期為三至十一月，開黃白色花，花序細長，成熟的豆莢為黃色。鱗斑鶉等以其果實為食。鹿、野豬和野兔則以其果實和葉子兩者為食。

## 變種
- Prosopis glandulosa var. glandulosa (syn. Prosopis chilensis var. glandulosa (Torr.) Standl., Prosopis juliflora var. glandulosa (Torr.) Cockerell)[6]

- Prosopis glandulosa var. torreyana (L.D.Benson) M.C.Johnst. (syn. Prosopis juliflora var. torreyana L.D.Benson)[7]

## 用途
墨西哥西北部的塞里人將腺牧豆樹的種子稱為haas（ʔaːs），是當地社會常用的食物原料。實際上腺牧豆樹對塞里人的重要性不僅限於此，而且他們對不同生長階段的腺牧豆樹都有不同的稱呼。 而在歷史上，因為在大旱時節依舊結果，腺牧豆樹因此拯救了許多生命。 其花朵富含蛋白質，可以用作小麥粉的替代品。

## 外部連結
- . Native Plant Database. Lady Bird Johnson Wildflower Center.   [2014-02-19]. （原始内容存档于2021-05-04）.